# Stephanos Dragoumis

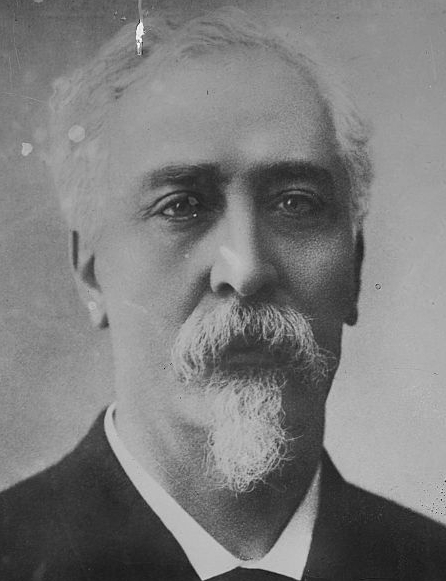
Stephanos Dragoumis

Stephanos Dragoumis (griechisch: Στέφανος Δραγούμης; * 1842 in Athen; † 1923) war ein griechischer Politiker und Ministerpräsident im Jahr 1910.

## Familie und berufliche Laufbahn
Sein Vater Nikolaos Dragoumis war ebenfalls Politiker und zeitweise Außen- und Marineminister. Er selbst war Vater des bekannten Schriftstellers und Diplomaten Ion Dragoumis sowie des späteren Verteidigungs- und Außenministers Philippos Dragoumis. Der schriftliche Nachlass der Familie befindet sich im Archiv der amerikanischen Schule für klassische Studien von Athen.
Dragoumis absolvierte ein Studium der Rechtswissenschaften und war anschließend als Richter tätig. Später wurde er Generalsekretär des Justizministeriums.

## Politische Laufbahn

### Abgeordneter und überzeugter Makedonier
Seine politische Laufbahn begann 1879 mit der Wahl zum Abgeordneten der Nationalversammlung (Voulí ton Ellínon). Er war zunächst bis 1895 Abgeordneter und gehörte dem Parlament erneut von 1899 bis 1910 an und wurde 1915 und 1920 wieder gewählt. Bereits vor seiner Parlamentsmitgliedschaft setzte er sich ab 1878 insbesondere für die Interessen von Makedonien ein und war Gründer des Makedonischen Komitees.

### Minister
Dragoumis war ein enger Freund des siebenmaligen Ministerpräsidenten Charilaos Trikoupis, dessen wirtschaftliche Reformpläne er unterstützte. In dessen Kabinetten war er 1886 bis 1890 sowie 1892 bis 1893 Außenminister. Später war er von November 1893 bis Januar 1895 Innenminister im Kabinett von Trikoupis und in dieser Funktion an den Planungen der Olympischen Sommerspiele 1896 in Athen beteiligt, obgleich er dabei wenig Enthusiasmus zeigte und insbesondere finanzielle staatliche Unterstützungen ablehnte.

### Aufstieg zum Ministerpräsidenten
Vom 31. Januar bis zum 18. Oktober 1910 war er nach dem Rücktritt der Regierung von Kiriakoulis Mavromichalis Ministerpräsident und zugleich Finanzminister. Zu dieser Zeit wurde insbesondere der Anschluss Kretas an Griechenland vorangetrieben, insbesondere nach dem Eintreffen von Eleftherios Venizelos in Athen im September 1910. Obgleich Dragoumis sich im Parlament um Reformen bemühte, musste er bald zurücktreten, nachdem König Georg I. Venizelos mit der Bildung einer Regierung beauftragt hatte.
Zwischenzeitlich war Dragoumis 1912 bis 1913 Generalgouverneur von Kreta und Makedonien und trieb in dieser Funktion die Gründung des Museums für byzantinische Kultur in Thessaloniki voran, das 1917 eröffnet wurde. Das Amt des Finanzministers übte er auch im dritten Kabinett von Alexandros Zaimis vom 7. Oktober bis 7. November 1915 sowie anschließend im Kabinett von Stephanos Skouloudis bis zum 8. April 1916 aus.